# Irakli Chochua
Irakli Chochua (en georgiano: ირაკლი ჭოჭუა; Poti, 15 de septiembre de 1979) es un deportista georgiano que compitió en lucha grecorromana.
Ganó una medalla de plata en el Campeonato Europeo de Lucha de 2001, en la categoría de 58 kg.  Participó en los Juegos Olímpicos de Atenas 2004, ocupando el sexto lugar en la categoría de 55 kg.

## Palmarés internacional
| Campeonato Europeo | Campeonato Europeo | Campeonato Europeo | Campeonato Europeo |
| Año                | Lugar              | Medalla            | Categoría          |
| ------------------ | ------------------ | ------------------ | ------------------ |
| 2001               | Estambul (Turquía) | Medalla de plata   | 58 kg              |